# Самба
Самба (порт. Samba) — бразильський музичний жанр, що утворився на основі африканських та європейських стилів. Самба зазвичай визнається як символ Бразилії та Карнавалу. Практично всі бразильські виконавці виконували твори цього стилю у деякий момент своєї кар'єри, а більшість інших бразильських стилів музики виникли під впливом самби. Також під музику самби виконується характерний бразильський танець із тією ж назвою — самба.
Відправною історичною віхою в сучасному розвитку міської самби Ріо-де-Жанейро вважається платівка 1917 року з карнавальною піснею «По телефону» (Pelo Telefone), яка згідно з даними Національної Бібліотеки, є першим збереженим записом у жанрі самби.
Виконується у швидкому темпі, у розмірі 2/4 чи 4/4. Є одним з основних ритмів у стилі бібоп та латиноамериканському джазі.
Виконавець (або виконавиця) самби називається «самбішта» (sambista). Португальське слово «sambista» не слід перекладати як «самбіст», тобто борець самбо.

## Етимологія
Немає однозначної точки зору про походження слова «самба», оскільки є ціла низка різних та протилежних версій. Пошуки етимології призводять до африканських мов Анголи та Конго, оскільки саме звідти до Бразилії завозили чорношкірих рабів. Н'Тотіла Н'Ланду-Лонга (N'Totila N'Landu-Longa) у промові на конференції Центру Афро-Східних Досліджень (СЕАО, Centro de Estudos Afro-Orientais) 10 травня 1978 доповідав, що слово «самба» походить від «sáamba», яке в мові Конго (кіконго, група банту) позначає групу ініціації, у якій людина готується до виконання політичних, соціальних та релігійних функцій.
Вважається, що слово «samba» походить від назви ангольського музичного жанру ритуальної музики семба («насолода» мовою кімбундо або «шанування» мовою кіконго) та асоційованого з ним стилю танців.

## Історія
Найперша згадка терміна «samba» була опублікована ченцем Мігелем у журналі «Капусейру», виданому в Пернамбуку в 1838 році, хоча це стосувалося не музичного жанру, а негритянського народного релігійного свята того часу. А в № 64 того ж журналу від 12 листопада 1842 монах Мігель згадує саме танець Самба.
Основою самби служили релігійні ритуали племен банту і йоруба в Африці (Ангола, Конго). На честь численних духів- богів оріша влаштовували грандіозні свята типу макумба і кандомбле, що являли собою жертвопринесення священних тварин. Складні релігійні церемонії та ритуали супроводжувалися танцями та музикою, що вирізнялася своєрідним чуттєвим та шаленим ритмом. У наш час у бразильському штаті Баїя можна почути такий енергійний ритм, який є первісним видом самби. При цьому основними інструментами служать пандейру, тамбурін, також використовуються куіка, реку-реку, гітара, кавакінью. Самба в Баїє не обходиться без традиційного ляскання в долоні та тарілки-ножа.
У XIX столітті в Ріо-де-Жанейро мігрували колишні чорношкірі раби зі штату Баїя, серед яких були «Тітоньки з Баії». Тітоньки з Баії привнесли африканську культуру самби де роду в Ріо-де-Жанейро. При взаємодії етнічної самби де роду Баії з міськими музичними жанрами — лунду, вальс, полька, машише, шоте, модінья — з'явилася міська самба каріока.

## Сучасність
На початку 1980-х років, після тимчасового відходу на другий план, у зв'язку зі зростанням популярності диско і бразильського року, самба знову з'явилася в медіасередовищі: у центрі уваги опинився новий музичний напрямок, що виник у передмістях Ріо-де-Жанейро, — пагоді. По суті він являв собою оновлений варіант самби, доповнений звучанням банджо і тан-тана, особливого ручного барабана. До числа найпопулярніших артистів того часу, які працювали в даному жанрі, можуть бути віднесені Зека Пагодіньо, Альмір Гінето, Хорхе Арагао та деякі інші.
Протягом 1990-х років стилістика самби також піддавалася певним модифікаціям: до неї проникали окремі риси жанрів та напрямів у музиці, які на той момент набирали популярності в країнах Карибського басейну: хіп-хопу та репу, реггі та року. В результаті її змішання з названими стилями популярної музики виникали різноманітні проміжні варіанти та поєднання: самба -реп, самба -рок, самба -реггі тощо. Розважальний аспект таких музичних творів поєднувався із соціальним: мистецтво прагнуло об'єднати негритянське населення обох американських континентів і культурно, і політично, зокрема й за рахунок поетичної складової композицій — автори пісенних текстів апелювали до расово-національної самосвідомості та висловлювалися проти соціальної несправедливості. Варто, втім, зауважити, що самба не завжди розглядається як національний бразильський музичний жанр і як значуща форма мистецтва: деякі дослідники звертають увагу на той факт, що у зв'язку з її походженням із Західної Африки певні верстви бразильського суспільства схильні асоціювати самбу з малозабезпеченими громадянами або кримінальними елементами.
Самба, проте, продовжувала виступати своєрідним об'єднавчим началом протягом усього останнього десятиліття XX століття, коли Ріо-де-Жанейро сприймався як національний символ Бразилії. Хоча місто і не було столицею держави, воно також відігравало певну роль у єднанні його жителів, і той факт, що саме з ним було пов'язано виникнення самби, по-своєму сприяв цьому процесу.
Самба відіграла суттєву культурну роль у зв'язку з проведенням чемпіонату світу з футболу 1994 року у США; до цієї події було навіть створено особливий музичний твір у розглядуваному жанрі — «Copa 94».
Вважається, що самба здатна об'єднати людей незалежно від їхньої соціальної чи етнічної приналежності, і окремі фахівці розглядають її як єдиний чинник єднання людей у політично неоднорідній державі. Дослідник Жерар Бехаг, наприклад, у своїй праці «Вибрані записки з етномузикознавства» зазначав, що для бразильського мистецтва характерні специфічні процеси: замість того, щоб у тій чи іншій формі асимілювати сторонній вплив на місцевий жанр або напрямок, люди розглядають присутність чужорідних жанрів просто як складову місцевої естради, що й виражається в появі проміжних форм на кшталт самба-репу або самба-реґґі — причому це визнання чужих моделей та зразків не зводиться лише до їхньої імітації чи пасивного споживання національною аудиторією.
Починаючи з 2000 року деякі артисти роблять спроби відновлення деяких найбільш популярних традицій, пов'язаних із самбою. У різних районах і передмістях Ріо-де-Жанейро організовуються концерти та тематичні заходи, що мають безпосереднє відношення до розглянутого жанру, які приваблюють як слухачів, так і виконавців. Крім того, до числа актуальних тенденцій можна віднести змішання самби з жанром електронної музики драм-н-бейс, що призвело до появи ще одного проміжного напряму — так званого самбейс (англ. sambass).
У 2004 році міністр культури Бразилії Жилберту Жил направив до ЮНЕСКО пропозицію оголосити самбу складовою частиною культурної спадщини людства (в категорії «нематеріальні блага»), підготовлену Федеральним інститутом національної історичної та культурної спадщини Бразилії. У 2005 році фестиваль «Samba de Roda», що традиційно проходить у штаті Баїя, був внесений ЮНЕСКО до списку нематеріальної культурної спадщини.
Бразильський національний інститут історичної та мистецької спадщини 2007 року оголосив сучасну самбу каріока та її різновиди самба-де-террейро, партідо-альто і самба-енредо нематеріальною культурною спадщиною Бразилії.  

## Піджанри

### Звичайна самба
Самба характеризується синкопованим ритмом 2/4 зі слабким та сильним ударами, що зазвичай виконується за допомогою сурду (басовий барабан) або тан-тану (високий ручний барабан). Іншим важливим елементом є кавакінью або каваку (cavaquinho, маленький чотириструнний інструмент, подібний до гітари, завезений португальцями, від нього походить гавайська укулеле). Кавакінью відповідає за зв'язок між ритмом і гармонією, його наявність зазвичай відрізняє самбу від м'якіших споріднених стилів, таких як боса нова (хоча деякі стилі самби також не використовують цей інструмент, наприклад багато пісень Шику Буаркі).
Пандейро (тип тамбурина) є найновішим ударним інструментом, який використовується у самбі, із найбільш «повним» звуком. Також часто присутній ще один тип гітари, violão, його присутність в самбі популяризувало семиструнну гітару через складні контрапунктні лінії, що використовуються у жанрі на басових струнах гітар. Слова пісень самби варіюють від любовних пісень до футболу, політики та інших тем.
Відомі виконавці «звичайної самби»: Бет Карвалью, Паулінью да Віола, Зека Пагодінью, Вілсон Морейра, Тереза Крістіна і гурт Сементе, Ноел Роза.

### Партіду-алту
Партіду-альту (Partido alto) — колишній тип самби, що характеризувався дуже ударним тактом пандейру, що виконувався за допомогою удару долонею по центру інструмента. Мелодія партиду-алту завжди в мажорному ключі. Зазвичай виконується за допомогою набору ударних інструментів (сурду, пандейру, тамбурин) під акомпаненемт кавакінью і violão. Зазвичай пісні поділяються на дві частини, хорову та сольну. Партідейрус, музиканти партідо-алту, часто імпровізують зі словами, а відомі імпровізації часто роблять славу виконавців, таким як Зека Пагодінью.
Інші відомі виконавці стилю: Кандея, Жовеліна Перола Негра, гурт Фунду ді Кінтал і Безерра да Сілва.

### Пагоді
Пагоді (Pagode) — найпоширеніша в Бразилії форма самби. Вона почалася як окремий рух в 1980-х роках гуртом Фунду ді Кінтал та іншими з введенням нових інструментів, таких як тан-тан, динамічніший сурду, банжу, модифікація кавакінью і repique de mão («дзвін рук», модифікація репінікі). Зазвичай виконується одним співаком під акомпанемент кавакінью, violão і пандейру. Пагоді часто виконується на святах та неформальних зустрічах, в кафе та барах на відкритому повітрі. Слова пісень грайливі, зазвичай тематика стосується любові або веселих витівок.
Відомі виконавці цього стилю: Фанду ді Кінтал, Лесі Брандан, Жоржі Араган, Алмір Гуїнету і Зека Пагодінью.

#### Романтична пагоді
Романтична пагоді (Pagode romântico) — новіша модифікація пагоді, що представляє романтичніші мелодії, часто під повільніший темп. Часто її розглядають як несерйозну, її походження пов'язане з містом Сан-Паулу. Тут часто використовуються любовні сюжети, а спосіб співу змінився на делікатніший, сексуально привабливіший тон, хоча співаки, що виконують ці пісні, часто крім них співають і в традиційнішому стилі. Стиль популярний серед представників найбідніших верств населення та інколи серед міського населення середнього класу. У 21 столітті романтична пагоді втратила популярність, хоча все ще виконується.
Відомі виконавці стилю: Exaltasamba, Raça Negra, Katinguelê, Turma do Pagode, Karametade і Kiloucura.

#### Нео-пагоді
Це загальний термін, що охоплює різноманітні стилі, які виникли в північно-східному штаті Баїя в 1990-х роках. Ці стилі або використовують сильніші сексуально привабливі слова або дитячі тексти. Часто в цих стилях відчувається вплив Samba duro і Samba-de-roda.
Відомі виконавці: É o Tchan, Гера Самба, Harmonia do Samba, Swing e Simpatia і Terra Samba.

### Самба-ді-брекі
Самба-ді-брекі (Samba de breque) — зараз уже вимерлий стиль самби, характерною рисою якого були розмовні частини, часто діалоги. Співак мав мати чудові вокальні дані та здатність розмовляти різними голосами. Теми текстів пісень зазвичай розповідали веселі історії. Breque означає «гальмувати» старобразильським жаргоном, через часті «зупинки» в піснях.
Відомий виконавець: Морейра да Сілва.

### Самба-кансан
Самба-кансан (Samba-canção — «співоча самба») — популярна на радіо романтична та повільна версія самби, бразильський аналог популярних іспано-американських ритмів, таких як танго і болеро, популярних в Бразилії до 1960-х. Цій стиль також зазнав впливу американських балад періоду 1950 — 1990-х років. Теми варіюють від ліричних до трагічних.
Відомі виконавці: Анжела Марія, Maysa, Неасон Гонсалвіс, Каубі Пейшоту, Ліндомар Кастільйо, Jamelão і Агналду Райол.

### Самба-енреду
Самба-енреду (Samba-enredo) — стиль пісень, що виконується школою самби на Карнавалі в Ріо-де-Жанейро. Стиль широко відомий через туризм у місті та те, що багато гуртів сформувалися в Ріо та починали з цього стилю самби.
Самба-енреду часто виконується на радіо в період карнавалу. Зазвичай пісні стилю виконуються чоловіком-вокалістом під акомпанемент кавакінью та великої bateria (групи ударників), що створює густу складну текстуру, batucada. В ритмі підкреслюється другий удар нотами барабанів-сурду.
Під впливом стилю сформувалися багато гуртів у всьому світі, особливо на Заході. Ці гурти зазвичай не використовують вокал, фокусуючись на ударному ритмі та частих паузах. Ці групи грають весь рік, на відміну від Бразилії, де виконання пов'язане з Карнавалом.
Відомі виконавці: Негуїнью да Бейжа Флор, Jamelão, Мартінью да Віла.

### Самба-ді-Гафіейра
Самба-ді-Гафіейра (Samba de Gafieira) — живий стиль та асоційований з ним тип танцю, популярний в нічних клубах до боса нови, один з найвідоміших стилів Бразилії через популярність споріднених стилів босанова і різноманітних стилів, що поєднували цей стиль з роком. Гафіейрас — танцювальні майданчики, місця роботи танцюристів та танцювальних гуртів, де виконавці експериментували з різними стилями. Вони включали елементи стилів фреву і шору, північноамериканського свінгу, інструментальної попмузики та вокал ери «радіосинглів».
Відомі виконавці: Северіну Араужу, Радаміс Натталі і Zacharias.

### Інші варіації
- Босанова (Bossa nova — «новий ритм») — фактично тип самби, що виконується з використанням джазових інструментів та співається тихішими голосами. Розвився під впливом самби-кансан, західного джазу, мексиканського болеро та інших стилів.
- Самба-регі (Samba reggae) — новіший варіант самби, що виник в Баїї у 2001 році. Ритм зазнав впливу регі, каліпсо та іспано-американських мелодій.
- Самба-ді-рода (Samba de Roda) — ритуальний танець, що зберігся в містах Баїї. Зазвичай означає самбу, що виконується в роді капоейри (рода означає коло капоейрістів, в центрі якого відбувається дія).
- Самба-ексалтасан (Samba-exaltação — «самба збудження» — жанр, який започаткував Арі Баррозу популярною піснею «Aquarela do Brasil».

## Музичні інструменти
Як музичний жанр самба включає різні ритми специфічних ударних інструментів, що надають їй оригінального звучання. Самба виконується в дуже швидкому темпі 50-52 такти на хвилину.
У створенні ритму бразильської самби на карнавалі беруть участь виключно перкусійні: великий барабан, малий барабан, агого, куіка, бонго, реко-реко, пандейру, тамбурін, трикутник та інші ударні інструменти. Правила проведення карнавалу забороняють використання духових інструментів крім свистка керівника оркестру. Куїка, агого, реко-реко та багато видів барабанів мають африканське походження.
В акомпанемент самби поза карнавалом можуть входити кавакін, класична гітара, флейта, труба, саксофон, кларнет. Ритм може позначатися потряхиванием коробкою сірників.
У колисці бразильської самби штаті Баія ритмічна поліфонія створюється лясканням у долоні та використанням бразильського музичного інструменту «тарілка та ніж».

## Різне
- Самба в художній музиці: Даріус Мійо (1892—1974): Mouvement de samba in Scaramouche для двох фортепіано.
- Карнавал самби Асакуса проводиться в Японії з 1981 року. Близько 500 000 глядачів спостерігають за виступами костюмованих танцюристів і балетів на вулицях Токіо.
- З початку 2000-х років сформувалася мережа перкусійних гуртів під назвою «Ритми опору», які переважно використовують ритми та інструменти самби.